# Smrt si vybírá
Smrt si vybírá je kriminální film režiséra Václava Vorlíčka z roku 1972, natočený podle scénáře Jaroslava Kořána, se skupinou Flamingo, kolem níž se všechno odehrává.

## Děj
Na začátku všeho je zastřelen muž, který jezdil pro poštu. Dvěma výstřely, a to je vše, co bezpečnost ví. Pak rozjíždí policie pátrání, stejně jako Honza Marek, kamarád zavražděného Radka Šimka. Honza na výslechu zamlčel, že měl ve voze ukrytou zbraň a že o ní věděli jen oni dva. Jezdili totiž stejným vozem. Ale zbraň zmizela. Podle fotky, kterou našel v Radkově knize, najde Honza za vydatné pomoci kolegů od pošty zpěvačku Kláru Hirschovou. Počká si na ni a pokusí se z ní něco vytáhnout. Nedozví se prakticky nic. Ani v baru, kde Klára zpívá se skupinou Flamingo, se nic nedozví, zato je objeven jako „zvědavec“ a zpráskán. Druhý den jej navštíví pan Křížek, manažer skupiny a nabízí Honzovi spolupráci jak v pátrání, protože Radek byl jeho známý, tak i v životě. A Honza souhlasí. Jeho první úkol od Křížka je zajet do Liberce a zkontrolovat, hodně nenápadně, zda má nějaký pan Ditmar balíček velké hodnoty, který měl Radek doručit. Klára jede také. V Liberci to Honza narafičí tak, že Ditmar nechá pokoj prázdný a Honza jej prohledá. Je ovšem přistižen a znovu zbit. A to ještě netuší, že mu Křížek s kytaristou Mikym prohrabávají byt. Ditmar tvrdí, že balíček nemá. Ale své zboží požaduje. Jsou to ne zrovna laciné hodinky. Ty pak najde Honza se starým Vodičkou, kterému vše svěřuje, u sebe ve skříňce, kam si Radek schovával věci, když ztratil klíče od skříňky. Hodinky pak Vodička odevzdá kriminálce, čímž Honzu dost naštve. Křížek uspořádá zlodějskou výpravu do muzea, kde kytarista ukradne podobné, ale vidí to Hirschová a prozradí jej. On i Křížek končí v rukou bezpečnosti. A pak dochází ke stejné situaci jako nedávno. Na stejném místě ve stejný čas je Honza přepaden Radkovým vrahem, který má v ruce velmi nebezpečně vyhlížející zbraň, kterou vzal z jejich auta. Po velké honičce s kolegy pošťáky i policií je vrah chycen a zadržen, ale Honza je postřelen.

## Obsazení
| Václav Postránecký   | řidič Honza Marek                               |
| Jana Šulcová         | zpěvačka Klára Hirschová                        |
| Jan Libíček          | Křížek, manažer skupiny Flamingo                |
| Jaroslav Moučka      | Vodička, Markův kolega                          |
| Jaroslav Drbohlav    | zvukař Míra                                     |
| Ladislav Mrkvička    | kytarista Miky                                  |
| Gustav Heverle       | vyšetřovatel, kapitán VB                        |
| Petr Pospíchal       | pomocník vyšetřovatele Horáček                  |
| Lubor Tokoš          | manažer Joachim Dittmar                         |
| Miloš Willig         | průvodce v muzeu                                |
| Oldřich Velen        | lékař VB (mluví Eduard Cupák)                   |
| Jana Andresíková     | barmanka                                        |
| Oskar Gottlieb       | konferenciér                                    |
| Karel Pavlík         | vedoucí pošty (mluví Jiří Bruder)               |
| Bohumil Šmída        | expert na starožitnosti                         |
| Svatopluk Skládal    | vrchní číšník                                   |
| Richard Kovalčík     | vedoucí skupiny Flamingo (mluví Oldřich Vízner) |
| Vladimír Figar       | hráč na klávesové nástroje                      |
| Jan Hasník           | kytarista skupiny Flamingo                      |
| Jiří Urbánek         | baskytarista skupiny Flamingo                   |
| Radek Dominik        | bubeník skupiny Flamingo (mluví Jan Kanyza)     |
| Rudolf Březina       | tenorsaxofonista skupiny Flamingo               |
| Zdeněk Braunschläger | rozhlasový režisér                              |
| Jan Cmíral           | nadstrážmistr VB                                |
| Jaroslav Klenot      | příslušník VB                                   |
| Miroslav Saic        | mladý příslušník VB                             |
| Karel Černoch        | hvězda pop music                                |
| Eugen Jegorov        | hvězda pop music                                |
| Karel Štědrý         | hvězda pop music                                |
| Richard Záhorský     | otec Radka Šimka                                |

## Tvůrci a štáb
- Režie: Václav Vorlíček
- Námět: Jaroslav Kořán
- Scénář: Jaroslav Kořán
- Technický scénář: Jaroslav Kořán, Václav Vorlíček
- Dramaturg: Vladimír Bor, Věra Kalábová
- Kamera: Rudolf Stahl
- Vedoucí výroby: Jiří Krejčí
- Hudba: Karel Svoboda
- Nahrál: Filmový symfonický orchestr (řídil Štěpán Koníček)
- Architekt: Oldřich Bosák, Jindřich Goetz
- Návrhy kostýmů: Theodor Pištěk
- Kostýmy: Marie Rosenfelderová, Hana Mesteková
- Zvuk: František Fabián
- Střih: Miroslav Hájek
- II. kameraman: Karel Dobřichovský
- Masky: Vladimír Petřina, Libuše Machková
- Asistent architekta: Bohumil Nový
- Výprava: Bedřich Čermák, František Straka
- Pomocná režie: Miloš Kohout
- Asistent režie: Ivana Tokošová
- Skript: Dagmar Švejdová
- Zástupci vedoucího výroby: Vlasta Mathauserová, Josef Mojžíš, Věra Winkelhöferová
- Fotograf: Jaromír Komárek

## Produkční a technické údaje
- Začátek natáčení: 22. března 1972
- Konec natáčení: 23. listopadu 1972
- Copyright: 1972
- Premiéra: 23. března 1973
- Výroba: Filmové studio Barrandov
- Distribuce: Ústřední půjčovna filmů
- Barva: černobílý
- Jazyk: čeština
- Zvukový formát: mono
- Délka: cca 92 minut
- Ateliéry: Barrandov

## Zajímavosti
- Od své premiéry v březnu 1973 až do 31.12.1986, kdy byl stažen z distribuce, vidělo film v českých kinech v rámci 4 395 představení celkem 231 255 diváků.[1]